# Hellend vlak (scheepvaart)

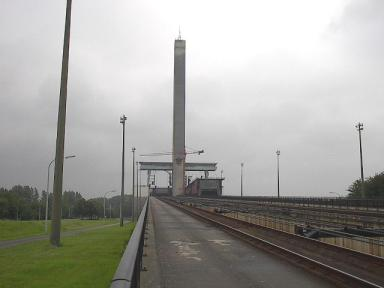
Deel van het hellend vlak bij Ronquières met uitkijktoren

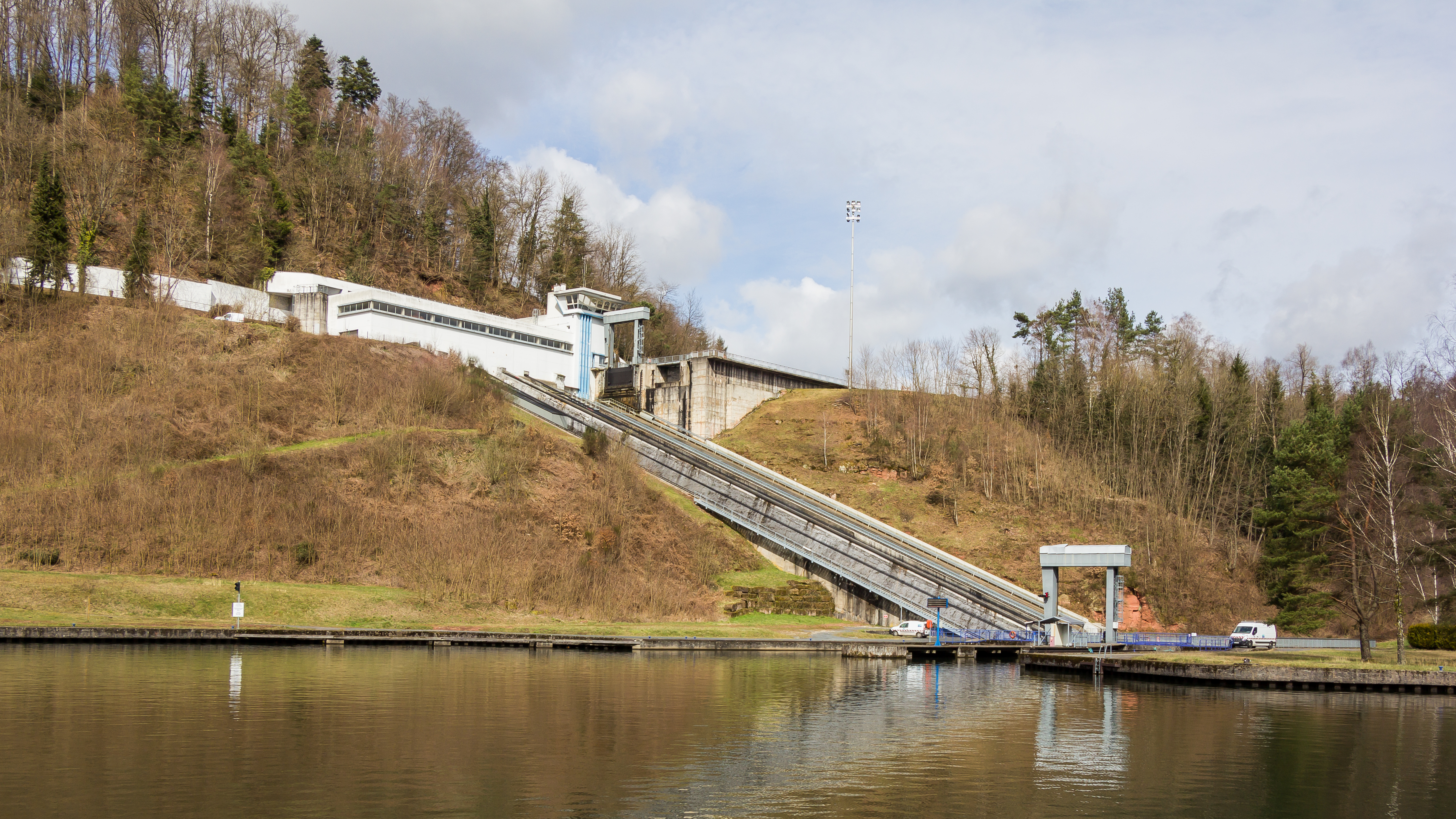
Hellend vlak van Saint-Louis-Arzviller

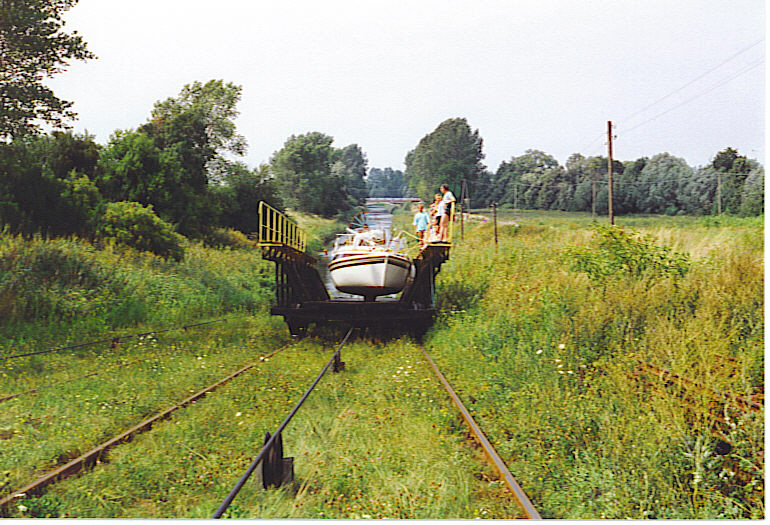
Droog hellend vlak op het Elbląg-Ostróda-kanaal

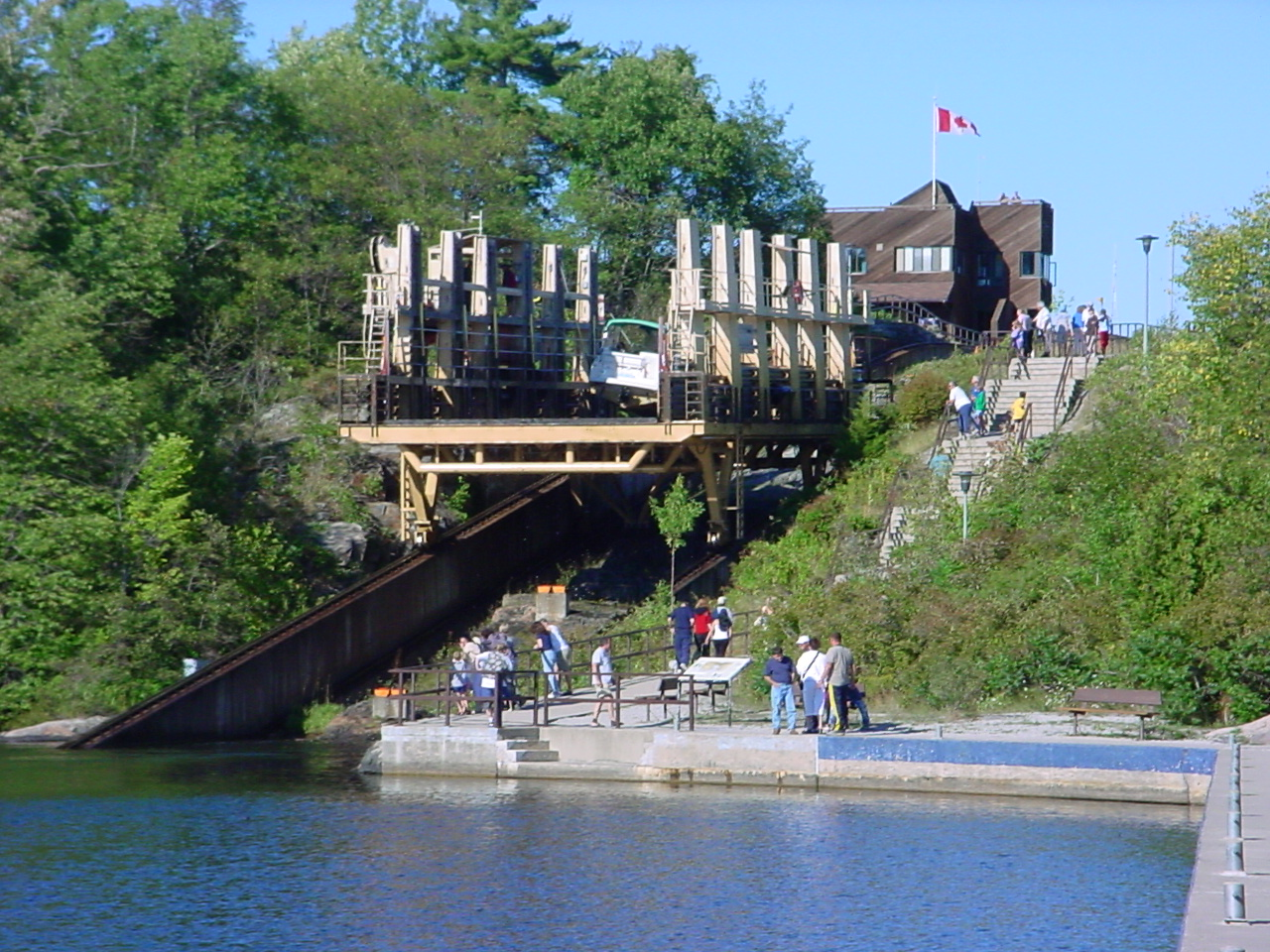
Hellend vlak in de Trent-Severn-Waterway

Een hellend vlak is een bijzondere vorm van een scheepslift waarbij de liftbakken niet alleen een verticale maar ook een horizontale beweging maken. Er bestaan zowel "droge" als "natte" hellende vlakken. Bij de eerste liggen de boten met de kiel droog op een onderstel, bij de laatste worden de boten in een met water gevulde bak getransporteerd of opgestuwd in een met water gevulde geul, de zogenaamde "waterhelling".

## Nat hellend vlak
Bij een nat hellend vlak wordt het hoogteverschil overbrugd door het schip in een met water gevulde bak te laten varen. Deze bak wordt door middel van sluisdeuren afgesloten. Het schip drijft in het water en het geheel wordt naar boven of beneden getransporteerd. Vanwege het hoge gewicht van de bak, water en schip wordt er gebruikgemaakt van contragewichten. De motoren van het hellend vlak hoeven hiermee slechts een klein verschil in gewicht in beweging te brengen.

### Ronquières
Om het scheepvaartverkeer sneller te kunnen afwikkelen op het Kanaal Charleroi-Brussel, werden de 55 sluizen vervangen door 10 sluizen en het Hellend vlak van Ronquières. Dit hellend vlak bij de plaats Ronquières is na een bouwtijd van zes jaar in 1968 opgeleverd. Het vlak is 1432 meter lang en overbrugt een verval van 68 meter (een helling van bijna 5%). De scheepsbakken rijden als treinen over rails en worden met kabels voortbewogen.
Van dit hellend vlak wordt weleens gezegd dat het tot de "grands travaux inutiles" behoort, omdat het gebruik van het kanaal na de opening van het hellend vlak stelselmatig afnam. In het laatste decennium is er een stijging genoteerd tot het topjaar 2006 toen 5215 schepen werden versast. In 2008 was dit aantal echter gedaald tot 3815 versaste schepen, in 2010 waren het er 4790.

### Arzviller
Aan het Rijn-Marne Kanaal bij Arzviller in Frankrijk is sinds 1969 een hellend vlak in gebruik: het Hellend vlak van Saint-Louis-Arzviller, dat 17 sluizen vervangt. Het overbrugt een verval van 44,55 meter met een constante hellingsgraad van 41%. De bak beweegt zich in de breedterichting. De oude sluizen en het oude kanaal verkeren anno 2014 in slechte staat. Het kunstwerk trekt jaarlijks meer dan 100.000 dagjesmensen en zo'n 8000 (huur)jachten. Voor de beroepsvaart is het Marne-Rijnkanaal de hoofdroute tussen Parijs en Straatsburg en was het tot 2013 een ‘veilige' Rijn-Rhôneverbinding.

## Droog hellend vlak
Bij deze versie van het hellend vlak wordt het schip uit het water getild. Alleen het schip wordt vervoerd over de helling. Verwant hiermee is de overtoom, waarmee vaartuigen over een ondiepte of landengte worden geholpen. De overtoom overbrugt echter per saldo slechts een klein hoogteverschil.

## Oude voorbeelden

### Shropshire Canal
Het Hellend vlak van Hay in Shropshire kwam in 1792 gereed en is daarmee de oudste scheepslift van dit type. Op een helling van 1:4 wordt een hoogteverschil van 63 meter overbrugd. Er lagen twee spoorbanen en er werd tegelijk een bak naar boven en naar beneden getransporteerd. In 1894 werd het werk buitengebruik gesteld en raakte nadien in verval. In 1969 werd het werk deels hersteld en is nu voor bezoek toegankelijk.

### Elbląg-Ostróda-kanaal
Op het Elbląg-Ostróda-kanaal in Polen zijn nog vijf "droge" hellende vlakken in gebruik die dateren uit de 19e eeuw. Elk hellend vlak bestaat uit 2 onderstellen op rails, die parallel aan elkaar en in tegengestelde richting de helling overwinnen. Onder- en bovenaan de helling verzinken de onderstellen in het kanaalpand zodat de boot het onderstel kan op- of afvaren.

### Trent-Severn-Waterway
Op het Trent-Severn-Waterway in Ontario, Canada, is sinds 1917 een droog hellend vlak (Big Chute Marine Railway) in gebruik. Het overbrugt een verval van 18 meter. Deze lijn heeft een "overweg" met slagbomen.

## Waterhelling

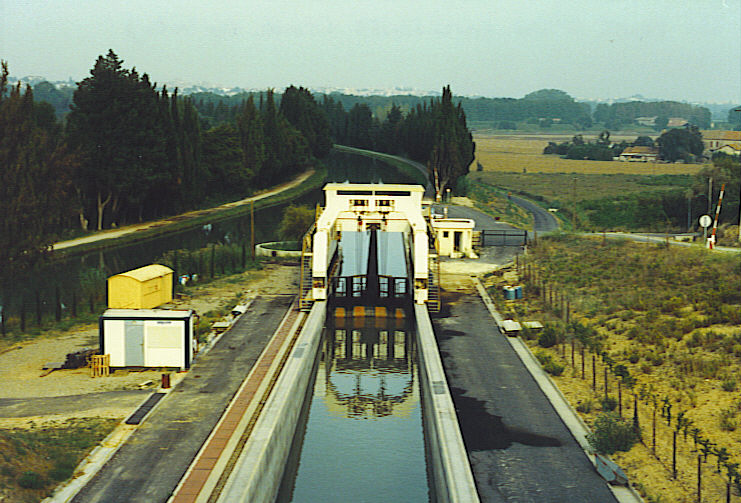
"Pente d'eau" van Fonsérannes op het Canal du Midi

De waterhelling is een natte versie van het hellend vlak. Hierbij is geen sprake van een bak waarin het schip wordt verplaatst. Hier is een betonnen geul waar het schip en water doorheen worden gestuwd. Een speciaal voertuig is uitgerust met een beweegbare schuif die het geheel in beweging brengt. Een schip dat omhoog moet, vaart onder de schuif door in de geul. De schuif wordt naar beneden gebracht en sluit het schip, inclusief water, van het onderste deel van het kanaal af. Het voertuig rijdt omhoog tot de sluisdeur aan de bovenkant wordt bereikt. De sluisdeur gaat open en het schip verlaat de waterhelling en vervolgt de reis. Deze constructie heeft als belangrijkste voordeel dat er geen bak en contragewicht nodig is waardoor het eenvoudig en goedkoop is. Nadelen zijn dat alleen relatief kleine schepen hiervan gebruik kunnen maken en er grote technische problemen waren met de voertuigen die de schuif langs de waterhelling omhoog of omlaag brengt. Er zijn twee hellingen van dit type gebouwd en deze liggen allebei in Frankrijk.

### Montech
In 1974 kwam het Hellend vlak van Montech in gebruik. Bij Montech op het Garonnekanaal verving deze constructie vijf sluizen. Schepen worden door een lange geul van 443 meter zo’n 13 meter omhoog geduwd of omlaag gelaten.

### Fonsérannes
Op het Canal du Midi werd, parallel aan het beroemde sluizencomplex van Fonserannes, aan de rand van Béziers in 1984 een waterhelling (Frans: Pente d'eau) voor het scheepvaartverkeer geopend. De helling heeft een lengte van 272 meter en schepen worden verticaal 13,6 meter verplaatst. Door problemen met het voertuig, dat water en schepen naar boven en naar beneden brengt, is het Hellend vlak van Fonserannes niet meer in gebruik.